# Batalla del Puente Duarte
La Batalla del Puente Duarte tuvo lugar el 27 de abril de 1965, durante la guerra civil dominicana. Las tropas de estados unidos atacaron

## Batalla
En la mañana del 27 de abril, a las 9:30, las tropas del CEFA lanzaron su ofensiva. Después de más de dos horas de combate y de numerosas bajas entre ambas partes, las tropas del CEFA estaban exhaustas de avanzar y optaron por retirarse. Un grupo de Marinos que habían desembarcados en una embarcación de la Marina de Guerra en el Puerto de Santo Domingo, se habían sumado a los rebeldes y atacaron a los militares del CEFA en el costado izquierdo cerca de las plantas eléctricas de la zona del puerto. Para las 1 de la tarde ya era evidente que los rebeldes habían triunfado. Algunos militares del CEFA se esparcieron en las calles adyacentes al puente y permanecieron aisladas ahí hasta que los paracaidistas norteamericanos ocuparon el Puente Duarte el 3 de mayo. Los líderes de los rebeldes se agruparon a las 10 de la noche del 27 de abril en el patio de la Panadería Goyita (en la calle Arzobispo Noel y desde entonces el cuartel general de los rebeldes) a celebrar su triunfo proclamando "Dios, Patria y Libertad-Viva la República Dominicana".